# 阿爾茹什特雷爾
37°55′N 8°10′W / 37.917°N 8.167°W
阿爾茹什特雷爾（葡萄牙語：Aljustrel），是葡萄牙的城鎮，位於該國南部，由貝雅區負責管轄，始建於1252年，面積458.47平方公里，2011年人口9,257，人口密度每平方公里20人。